# Les Disciples de la 36e chambre
Série
Retour à la 36e chambre
(1980)
Pour plus de détails, voir Fiche technique et Distribution.
Les Disciples de la 36e chambre (霹靂十傑, Pi li shi jie, ou Disciples of the 36th Chamber) est un film de kung-fu de 1985 du studio Shaw Brothers écrit, dirigé et chorégraphié par Liu Chia-liang. C'est le troisième film de la trilogie commencée avec La 36e chambre de Shaolin (1978) et le Retour à la 36e chambre (1980). 
Dans ce troisième volet, l'action est centrée sur l'acteur Hsiao Ho, qui interprète l'artiste martial légendaire Fang Shiyu. Gordon Liu, qui tient le rôle principal dans les deux premiers films, reprend le rôle du moine San Te qu'il tient dans La 36e chambre de Shaolin.

## Synopsis
L'action se situe dans une Chine où les Mandchous, au pouvoir, dominent et oppriment l'ethnie Han.
Aussi doué en arts martiaux que pour faire des bêtises dans l'école que dirige son propre père, le jeune Fang Shiyu (du nom d'un héros folklorique chinois à l'historicité incertaine) insulte un jour la maison des Mandchous. Pour sauver l'honneur de la famille, ainsi que la maison de Canton (l'école) que les Mandchous veulent fermer, la mère de Fang Shiyu décide de l'envoyer se cacher au monastère de Shaolin avec ses deux frères, dans la 36e Chambre, qui accueille les laïcs depuis le premier film.
Toujours incorrigiblement orgueilleux et indiscipliné, il continue de faire des siennes, comme emprunter un passage secret pour sortir en douce du monastère, ce qui est non seulement dangereux pour lui mais strictement interdit. Un soir, il se rend au Festival des Lanternes, dont l'entrée est exclusivement réservée aux Mandchous, et l'interrompt avec fracas en voulant y assister en resquilleur. Plutôt que de sévir, le rusé gouverneur des Mandchous décide de tirer profit de la naïveté du jeune présomptueux, dans le but de lui soutirer les secrets du kung-fu de Shaolin pour détruire le monastère. Il le flatte, lui donne une invitation pour le Festival, et lorsque celui-ci s'y rend en invité officiel, le gouverneur lui remet une superbe tunique officielle de mandchou pour achever de l'embrigader. Le lendemain, pendant l'entraînement, le Moine Supérieur San Te découvre la tunique et renvoie Fang Shiyu, qui décide d'aller se réfugier chez ses « amis » mandchous.
Un soir, le disciple prodigue aux mauvaises fréquentations retourne à Shaolin par le passage secret pour inviter ses frères et condisciples de Shaolin au mariage d'un Mandchou. C'est bien sûr un piège dans lequel ils sont tous en train de se jeter, le fourbe gouverneur projetant depuis le début l'anéantissement de cet emblème de résistance chinoise qu'est Shaolin. Maître San Te apprend le projet des jeunes et décide d'aller au mariage, déguisé rien moins qu'en mariée. Ses soupçons n'étaient que trop fondés : les Mandchous ont servi à tous les jeunes de Shaolin du thé empoisonné. Bien qu'averti à temps par San Te, le têtu Fang Shiyu boit quand même le thé pour prouver la bonne foi de ses faux amis, et en subit les effets. Un combat général s'engage, où le kung-fu de Shaolin assure la victoire.
Ramené au monastère pour y être soigné de son empoisonnement, Shiyu semble à l'agonie. En réalité, le garnement simule pour échapper à la punition ; mais San Te n'est pas dupe et le prend sur le fait, hors du lit, en flagrant délit de pitreries.

## Fiche technique
- Titre original : 霹靂十傑, Pi li shi jie
- Titre français : Les Disciples de la 36e chambre
- Titre international : Disciples of the 36th Chamber
- Réalisation : Liu Chia-liang
- Scénario : Liu Chia-liang
- Photographie : Tao An-Shun
- Montage : Chiang Hsing-Lung et Yen Hai Li
- Production : Mona Fong et Ka Hee Wong
  - Production déléguée : Run Run Shaw
- Société de production : Shaw Brothers
- Pays d'origine :  Hong Kong
- Format : 35 mm - Couleur - 2.35:1 (Shawscope)
- Genre : Kung-fu, comédie
- Durée : 90 minutes
- Date de sortie : 
  - Hong Kong : 17 mai 1985

## Distribution
- Hsiao Ho (VF : Thierry Janssen) : Fang Shiyu
- Gordon Liu (VF : Xavier Percy) : San Te
- Lily Li : mère de Sai-Yuk
- Jason Pai Piao : Gouverneur
- Liu Chia-liang : chef mandchou